# John Sutton, Dudley bárója
John Sutton Dudley első bárója volt, aki részt vett a százéves háborúban és a rózsák háborújában a Lancaster-ház oldalán.

## Élete
John Sutton Sir John Sutton és Constance Blount gyermeke volt. Elizabeth Berkeleyt, Sir John Berkeley lányát vette feleségül 1412 márciusában. A párnak nyolc gyermeke született. 
1428 és 1430 között Írország alkirálya (Lord Lieutenant of Ireland) volt. 1439. február 15-én megkapta Dudley lordságát. Harcolt a százéves háborúban. 1446-ban követségben járt Bretagne hercegénél, illetve Burgundia hercegénél. 1459-ben a Térdszalagrend lovagja lett. Később a londoni Tower várkapitányának nevezték ki.
A rózsák háborújában VI. Henrik király oldalán szállt harcba. Részt vett a yorki győzelemmel végződött Első Saint Albans-i csatában, illetve a Blore Heath-i ütközetben. Ez utóbbiban megsebesült, és fogságba esett.